# Domkapitel Salzburg
Das Domkapitel Salzburg ist eine Vereinigung von Kanonikern, die für den Gottesdienst an der Bischofskirche und der Stadt Salzburg zuständig ist.
Vermutlich geht sie bereits auf Rupert von Salzburg zurück.

## Geschichte
Das Gründungsdatum für das Domkapitel Salzburg ist nicht sicher. Eine Vermutung ist, dass bereits der hl. Rupert neben der Mönchsgemeinschaft im Kloster St. Peter eine erste Vereinigung von Kanonikern gebildet hat. Unter dem Bischof Virgil werden 774 in Salzburg urkundlich zwölf Kanoniker genannt; die dabei erwähnte Quelle aus den Jahren 1170–1178 wird allerdings angefochten. In dem Verbrüderungsbuch des Klosters St. Peter von 784 wird aber ein eigener Stand der Kanoniker (canonicorum ordo) genannt. Aus dem Traditionsbuch des Erzbischofs Odalbert geht hervor, dass 931 das Domkapitel und das Kloster St. Rupert über getrennt verwaltete Besitzungen verfügen, als Leiter des Domkapitels wird ein Priester Liutfried genannt. 987 erfolgte die endgültige Trennung des Domkapitels von dem Kloster St. Peter.
Es ist anzunehmen, dass die Salzburger Kanoniker ihr Leben nach der auf den Synoden von Aachen 816 beschlossenen Institutio canonicorum geführt haben (diese enthielt Bestimmungen über das Abhalten der Messe, des Chorgebets, der Lesung, das gemeinsame Wohnen und des Fehlens von Privateigentum). Sicher ist dies ab dem Beginn des 11. Jahrhunderts, da hier diese Regel in das Traditionsbuch des Domkapitels Salzburg eingetragen wurde. Dazu wurde ein neues Domkloster an der Südseite des Doms errichtet, das aus drei Teilen mit je einem eigenen Kreuzgang für die Domherren, die Domfrauen und die Laienbrüder (Bartbrüder) bestand. Das Kloster der Domfrauen wurde 1462 von Erzbischof Bernhard von Rohr aufgehoben. Auf dem Areal wurde eine Absteige für die Konkubinen des Erzbischofs eingerichtet. Diese Gepflogenheit behielt auch sein Nachfolger (Johann III. Beckenschlager) bei. Am 20. Jänner 1122 wurde durch Erzbischof Konrad I. für das Domkapitel die Augustinerregel eingeführt und das Domkapitel in ein Stift der regulierten Chorherren umgewandelt; Papst Calixt II. bestätigt dies in einer Urkunde vom 19. Februar 1123. reichhaltigen Dotationen ausgestattet. Auch die Pfarrrechte in der Stadt Salzburg gingen vom Kloster Sankt Peter auf das Domstift über. Die Domherren gewannen eine so große Bedeutung, dass der Erzbischof bald keine Gütertransaktionen ohne die Zustimmung der Domherren machen konnte.
Die Domherren zogen im Laufe der Geschichte das Recht, den Erzbischof zu ernennen, an sich. Zuvor waren die Salzburger Erzbischöfe von Königen und Kaisern, bisweilen unter der Mitwirkung von Ministerialen und des Klerus, eingesetzt worden. Erzbischof Konrad I. übertrug  dem Domkapitel und dem Abt von St. Peter das alleinige Wahlrecht; dies wurde durch Kaiser Friedrich II. 1213 in der Goldbulle von Eger anerkannt. Bis 1256, damals wurde der von St. Peter unterstützte Elekt Philipp von Spanheim nicht zum Erzbischof gewählt, blieb der Abt von St. Peter wahlberechtigt, danach nahm er nur mehr als Zeuge bei den Verhandlungen teil. Nach dem Tod des Erzbischofs Rudolf von Hoheneck übernahm das Domkapitel 1290 erstmals für die Zeit der Sedisvakanz die Regierungsgeschäfte. In diesen Zeiten waren Domherren auch die Gubernatoren in den beiden größten Festungen des Landes, nämlich von Hohensalzburg und von der Burg Hohenwerfen. Bei einer anstehenden Wahl eines Erzbischofs formulierten die Domherren sogenannte Wahlkapitulationen (als älteste ist die von 1427 erhalten) an den künftigen Erzbischof, die dieser verpflichtend einhalten musste. Erst durch Papst Innozenz XIII. wurden diese 1685 generell verboten. Auch in politischer Hinsicht war das Domkapitel sehr einflussreich, etwa entschied es sich während des großen Schismas 1378 für den römischen Papst Urban VI. und nicht für den in Avignon residierenden Clemens VII., der eigentlich vom Metropoliten befürwortet wurde. Im Streit mit Kaiser Friedrich III., der seinen Günstling Johann Beckenschlager zum Nachfolger des Erzbischofs Bernhard von Rohr machen wollte, wurde der Dompropst Christoph Ebran von Wildenberg zum Gegenerzbischof gewählt.
Mitglied im Domkapitel wurde man durch die Mehrheitswahl des Kapitels. Voraussetzungen waren eheliche Geburt und adelige Abstammung. Ein Spezifikum für Salzburg war, dass man erst nach der Priesterweihe (und nicht bereits durch die Weihe zum Subdiakon) vollwertiges Mitglied des Domkapitels werden konnte. Ein Ausscheiden aus dem Kapitel war nur durch die Übernahme höherer kirchlicher Würden (oft die Ernennung zum Bischof in einem Salzburger Suffraganbistum) möglich. Bis zur Mitte des 14. Jahrhunderts umfasste die Zahl der Domherren 24, fiel aber im 15. Jahrhundert zeitweise bis auf sieben herab. Vorgesetzter des Domkapitels war der Dompropst, der auch in allen weltlichen Angelegenheit die Strafgewalt über alle Chorherren und sämtliche Bedienstete des Stifts ausübte. Der Dompropst wurde vom Domkapitel gewählt, doch im 15. Jahrhundert mehrten sich die Ernennungen durch die Päpste. Von Papst Gregor IX. (1230) und Erzbischof Eberhard II. erhielt der Dompropst auch das Recht, die bischöflichen Insignien (Pontifikalien) zu tragen (Infulierung). Der Domdekan war das Oberhaupt beim Chorgesang. Den dritten Rang nahm der Stadtpfarrer (plebanus) als erster Seelsorger in der Stadt ein. Als Leiter der Verwaltung wurde ein Kustos bestellt, aber zumeist nicht aus dem Kreis der Domherren. Erzbischof Eberhard II. schuf zudem noch die Ämter des Scholasters, des Kantors  und des Oblajars. Der Schlolasticus war der Leiter der Domschule, der Kantor leitete den Chorgesang im Dom und der Oblajar verwaltete die Messstiftungen (oblai) im Dom. Bisweilen gab es auch einen Spitalmeister (hospitalarius), der das Spital verwaltete, und auch einen Siechenmeister als Leiter der Krankenabteilung.
Das Domstift war neben dem Kloster St. Peter ein bedeutendes Zentrum von Wissenschaft und Kunst in Salzburg. Berühmt wurde es für seine Bibliothek, die Abfassung historischer Schriften (Domherr Heinrich verfasst 1170 die Historia calamitatum ecclesiae Salisburgensis; als historische Quellen sind auch die Jahrbücher des Domstifts, die Annales sancti Rudberti Salisburgensis, wichtig). Eine eigene Schreibschule ist seit 987 bezeugt. Im Stift war auch eine bedeutende Bau- und Kunstwerkstätte untergebracht, die von Laienbrüdern betrieben wurde.
Das Domkapitel wurde unter Kardinal Matthäus Lang säkularisiert. Dieser hatte als geschickter Diplomat durch Papst Julius II. erreichen können, bereits 1512 zum Koadjutor von Erzbischof Leonhard von Keutschach mit dem Recht auf Nachfolge ernannt zu werden. Der Papst verbot dem Domkapitel zugleich, eine Neuwahl vorzunehmen. Da Matthäus Lang dem Domkapitel die Aufhebung des Domstifts versprach, konnte er die Zustimmung der Domherren zu seiner Ernennung gegen die Widerstände der Landstände des Erzstifts Salzburg erreichen. Papst Leo X. hat am 8. Dezember 1514 die Säkularisation des Domkapitels anerkannt und die Änderung von einem Augustiner Chorherrenstift in ein weltliches Stift vollzogen. In der Salzburger Chronik des Leonhard Tornator wird dies damit kommentiert, dass sich „die Domherren künftig leichter der Verschwendung und den gewohnten Skandalen hingeben würden, wovor sie sich bisher mit Rücksicht auf ihren Ordenshabit gescheut haben“. Man sollte aber nicht vergessen, dass Tornator ein Mann des Stiftes Sankt Peter war und sich in diesem Zitat auch die Animositäten zwischen diesen beiden kirchlichen Institutionen in Salzburg widerspiegeln.
Auf der Decke des Rittersaals von Schloss Goldegg findet man die Wappen der 24 Mitglieder des Domkapitels vom Jahresende 1535 abgebildet. Es handelt sich um Kaspar von Risenbach (1511 – 1545, Dompropst 1530 – 1545), Ambros von Lamberg (1517 – 1551, Domdekan 1530 – 1551), Christoph von Weisseneck (vor 1514 – 1535), Sigismund Graf von Ortenburg (1492 – 1547, Senior 1523 – 1547), Andreas von Kuenburg (1517 – 1536, Stadtpfarrer 1527 – 1536), Marquard von Stain (1514/15 – 1559), Georg Graf von Ortenburg (1517 – 1548), Wilgelm von Trautmannsdorf (1517 – 1580), Jodok von Risenbach (1527 – 1545), Friedrich von Risenbach (1517 – 1549, Kustos 1526), Friedrich Markgraf von Brandenburg-Kulmbach (1522 – 1536), Seifried von Gleinitz (1527 – 1553), Johannes von Kuenburg (1525 – 1555, Scholaster 1530 – 1536), Christoph Adam von Nußdorf (1525 – 1551), Paul Stadler (1527 – 1544, Hofmeister und später Pfarrer von Werfen und Teisendorf), Eberhard Peuscher von Leonstein (1527 – 1558, Kantor 1530 – 1558), Johannes von Malentein (1528 – 1550), Eberhard von Hürnheim (1528 – 1560), Arnulf von Zinzendorf (1527 – 1561), Christoph von Lamberg (1526 – 1579), Wolf Dietrich von Maxelrain (1527 – 1543), Carl Graf von Schernberg und Goldegg (1529 – 1544), Bartholomäus von Tannhausen (1536 – 1553) und Hainrich von Dachsperg (1530 – 1537). Die Hälfte von ihnen hatte studiert, zumeist an der Jesuitenuniversität Ingolstadt. Einige hatten auch Gastsemester an den Universitäten von Bologna, Siena, Pavia, Padua, Ferrara, Paris, Wien, Leipzig, Tübingen, Freiburg, Basel und Krakau verbracht. Etliche von ihnen hatten trotz der Residenzpflicht lange Reisen unternommen, manche von ihnen waren auch im diplomatischen Dienst tätig oder vertraten den Erzbischof auf den Reichstagen in Augsburg und Nürnberg oder auf den Kreistagen in Regensburg und Landshut.

## Entwicklung des Domkapitels Salzburg nach der Umwandlung von 1514
Das weltlich gewordene Domkapitel stellte nach der Säkularisation des Fürsterzbistums Salzburg 1803 und dem Ende des Kurfürstentums 1806 seine Tätigkeit am 1. Januar 1807 ein. Kirchenrechtlich bestand es aber weiter, da es nie aufgehoben wurde. Auf Initiative von Kaiser Franz I. von Österreich wurden das Erzbistum Salzburg und das Domkapitel wieder eingerichtet. In einem Dekret vom 8. Mai 1817 wurde vom Kaiser eine entsprechende Dotierung für den Erzbischof und das Domkapitel festgelegt. In der neuen Verfassung wurde das Domkapitel auf zwölf Domherren begrenzt. Papst Leo XII. verfügte am 7. März 1825 von kirchlicher Seite die Wiedererrichtung des Domkapitels. Die zwölf Domherren bestanden aus vier infulierten Dignitären: dem Propst, dem Dekan, dem Scholaster und dem Kustos. Hinzu kamen vier canonici seniores und vier canonici juniores sowie zwei Anwärter (canonici domicellares). Dem Domkapitel kam weiterhin das Recht zur Wahl des Erzbischofs zu. Allerdings wurde dieses in einem Konkordat zwischen der Republik Österreich und dem Heiligen Stuhl von 1934 beträchtlich eingeschränkt, denn nun kann das Domkapitel nur mehr aus drei vom Papst vorgeschlagenen Personen in freier und geheimer Wahl den Erzbischof wählen. Damit ist das Domkapitel Salzburg das einzige in Österreich, dem ein Wahlrecht zusteht.
Papst Paul VI. verfügte 1968, dass künftig keine Infulierungen mehr vorgenommen werden sollen. Weitere Änderungen der Statuten wurden am 19. Dezember 1983 beschlossen und von Erzbischof Karl Berg am 1. Januar 1984 approbiert.